# Pessebre vivent de Sant Pere de Ribes
El pessebre vivent de Sant Pere de Ribes és un pessebre vivent parlat celebrat des del 1989 al municipi de Sant Pere de Ribes. Destaca per ser l'únic pessebre vivent itinerant de Catalunya. Ho organitza l'entitat ribetana Els Xulius.
La nova ubicació fa que cada any els textos siguin diferents, però sense perdre l’esperit nadalenc que els caracteritza. És un espectacle ben preparat, amb actors de tots els rangs d’edat i una organització que té en compte el gaudi del públic.

## Galeria d'imatges

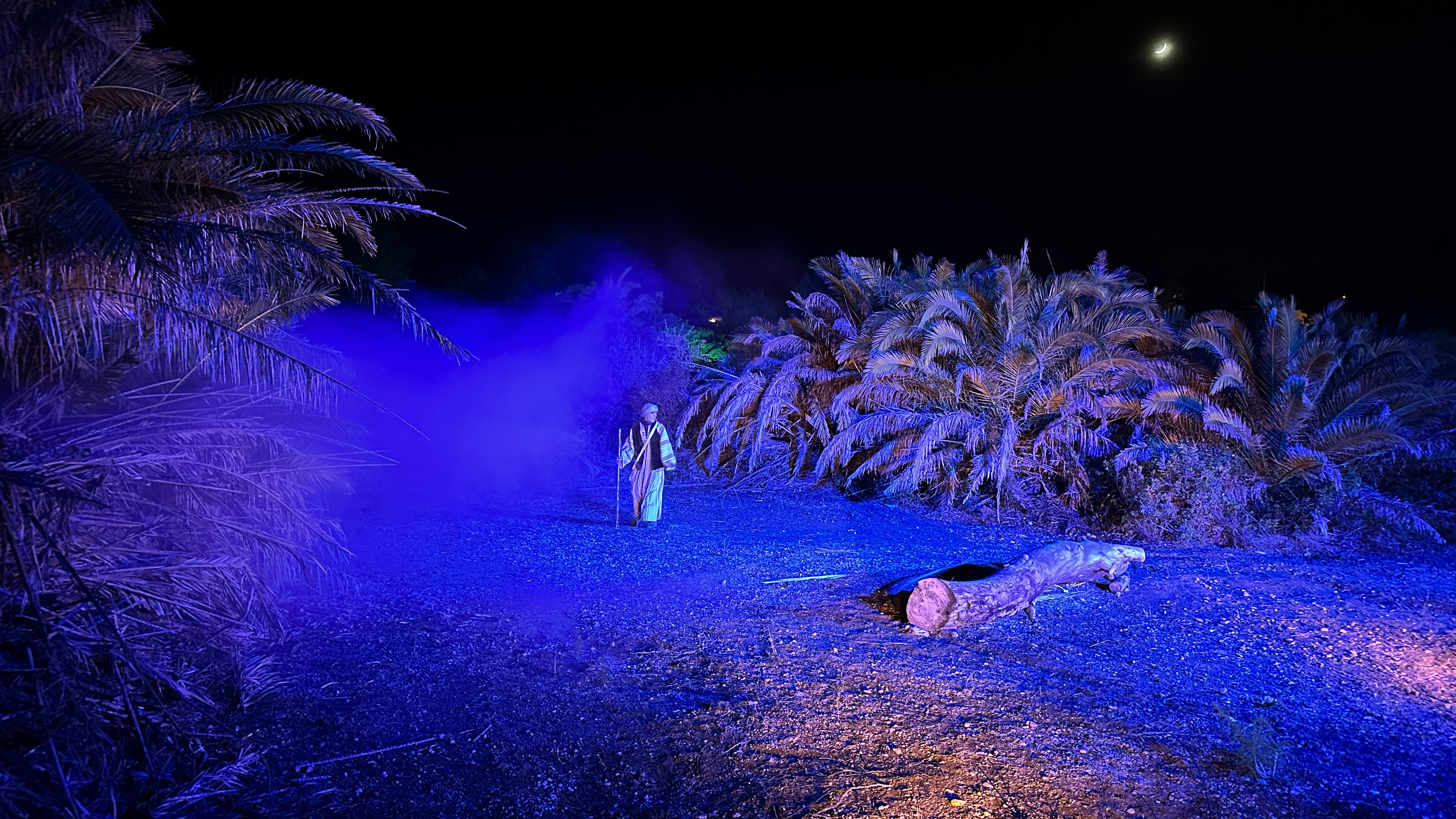
any 2022
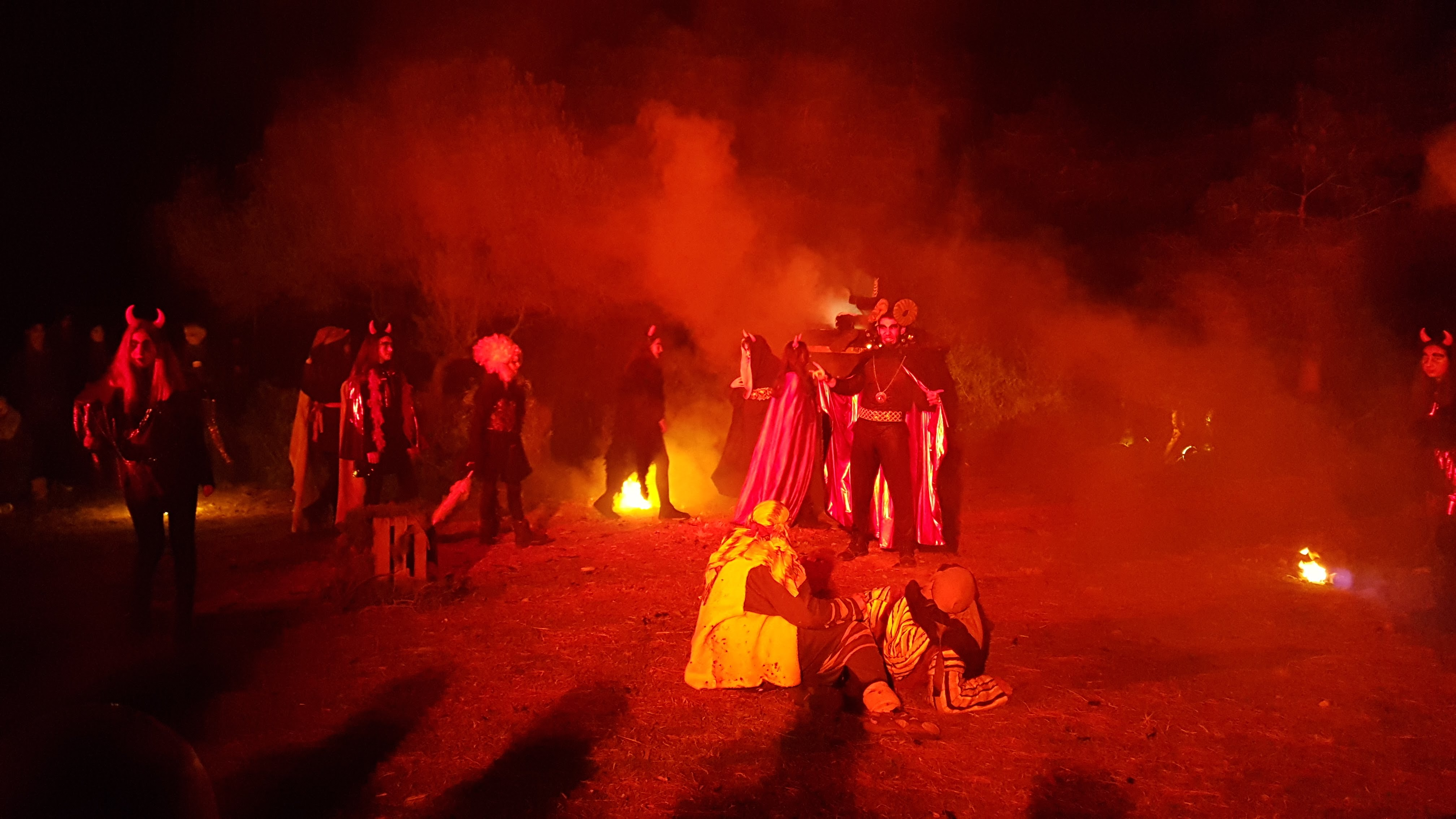
any 2017
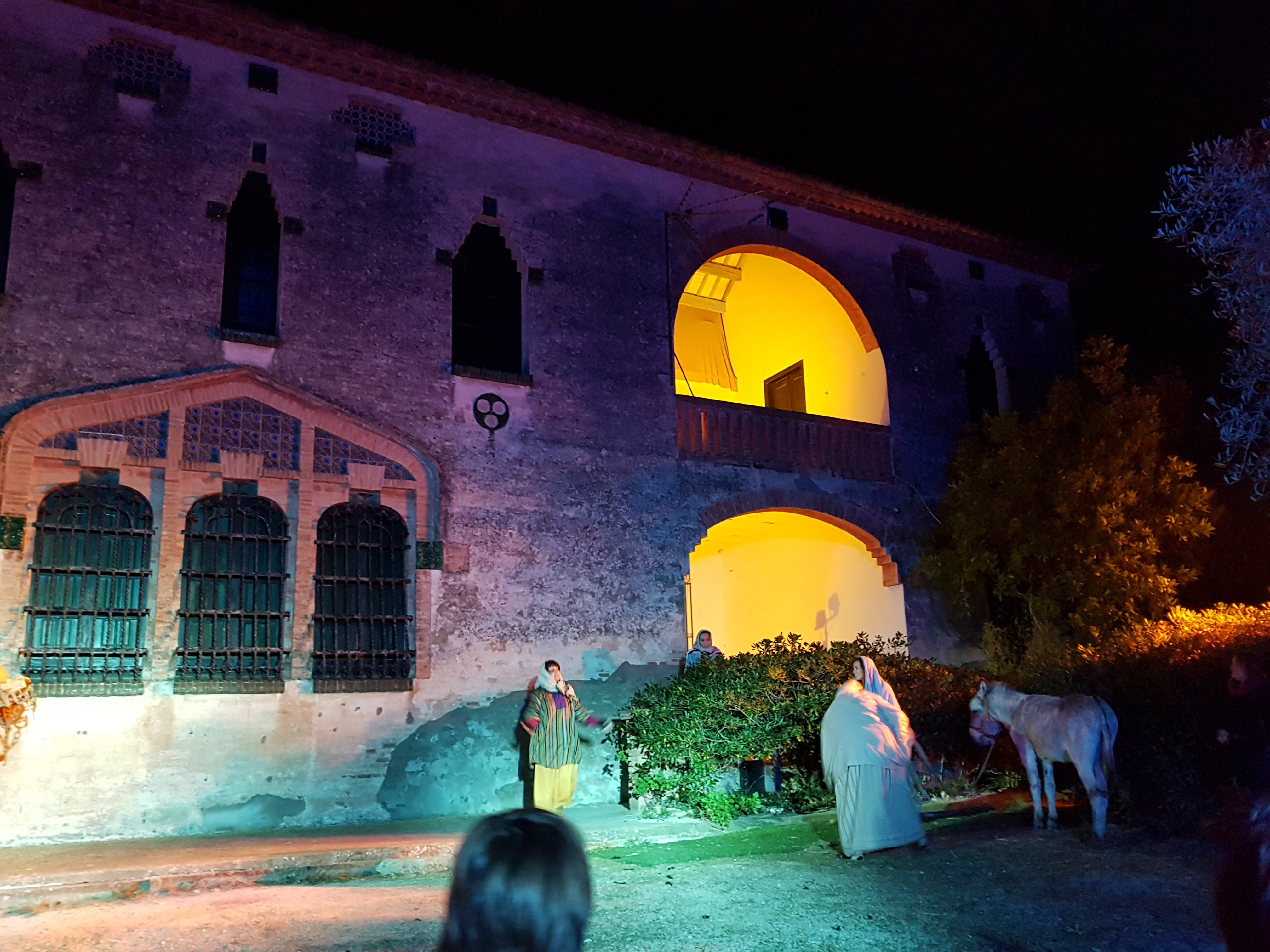
any 2017
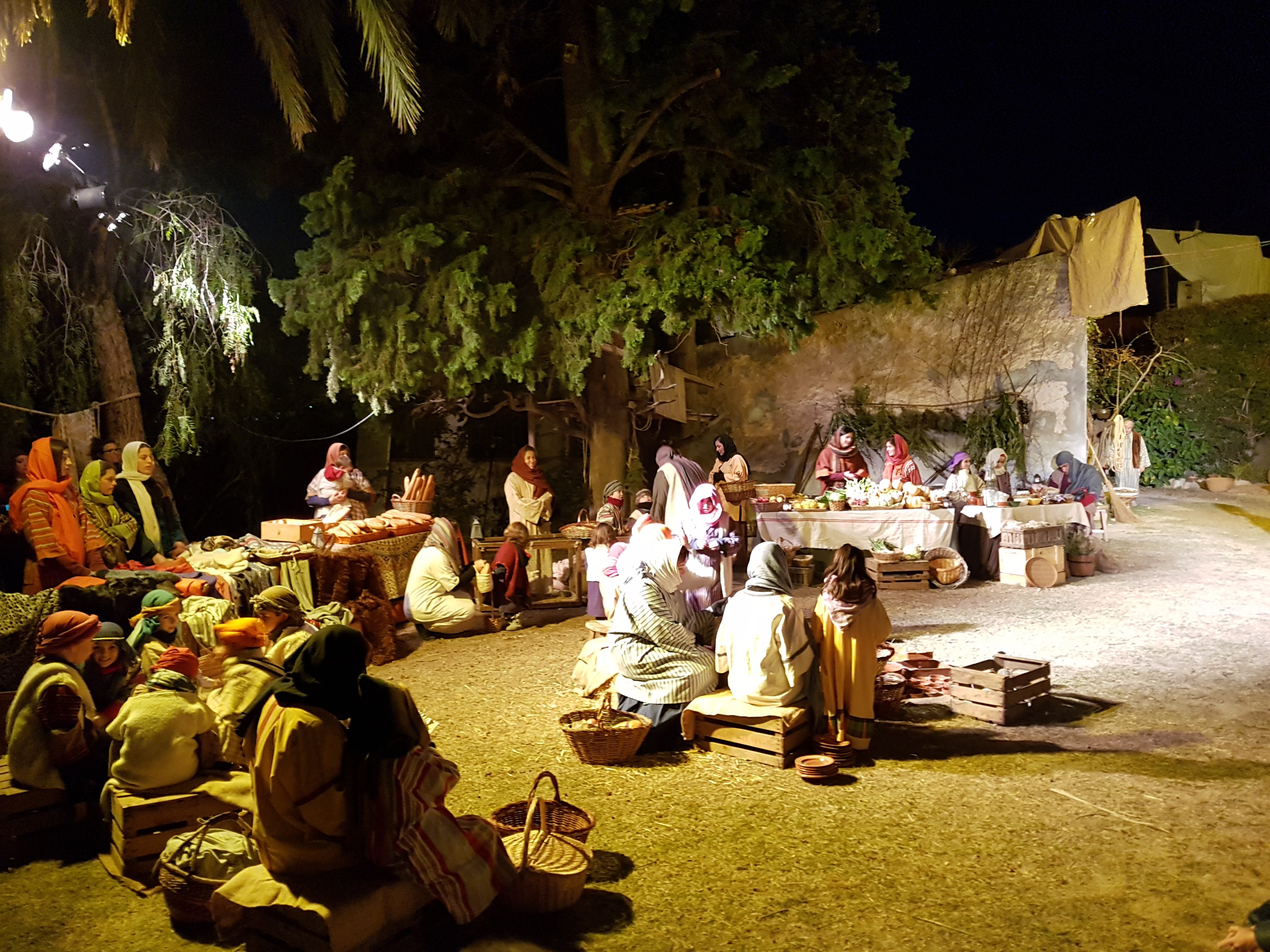
any 2017
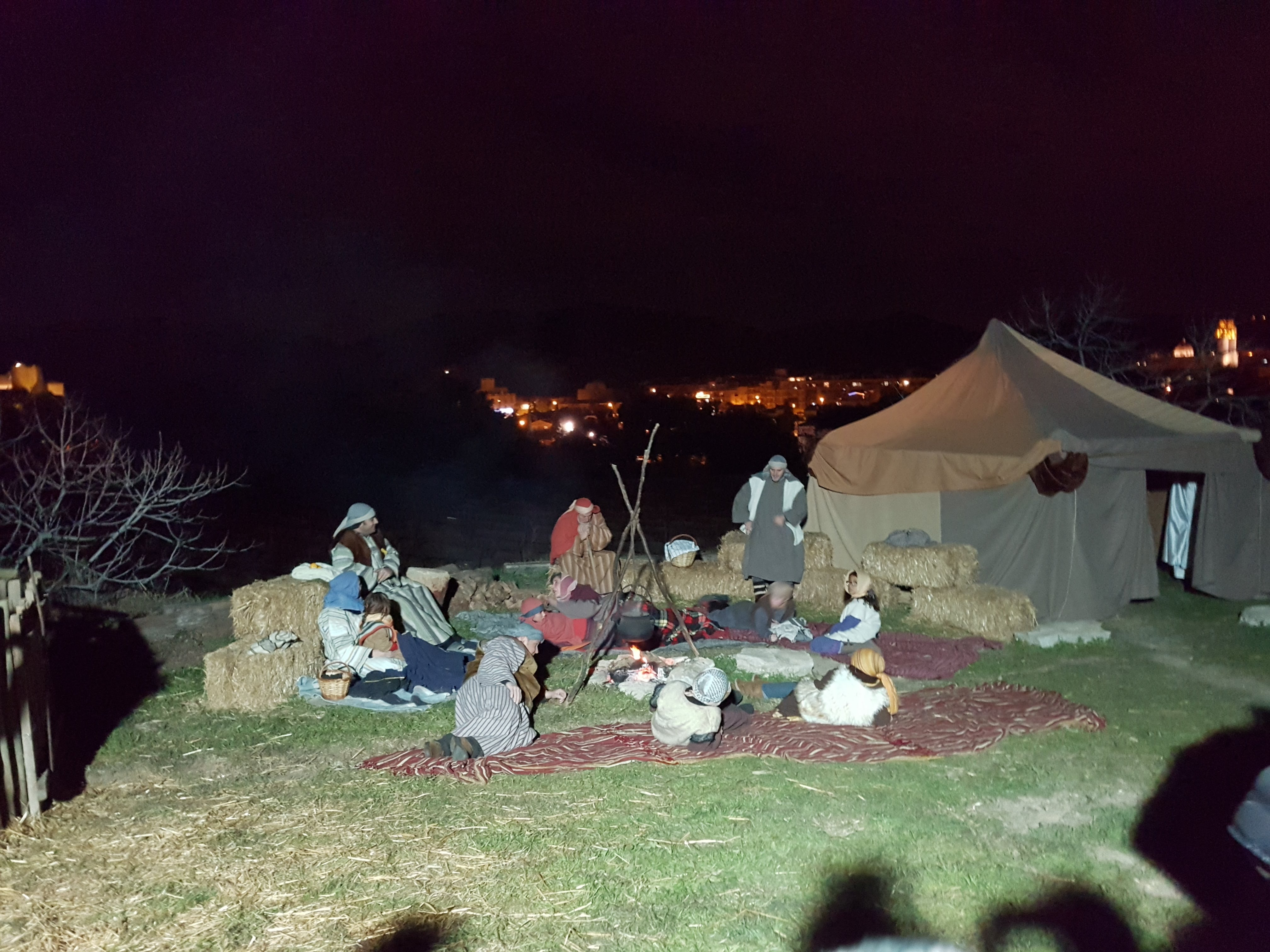
any 2017